# Vinduyih
Vinduyih est un noble de la Perse sassanide, membre de la Maison des Ispahbodhan ou Aspahbadh, l'un des Sept grands clans parthes, à la fin du VIe siècle.

## Biographie
Vinduyih est le petit-fils de Bawi, chef militaire (spahbod]) qui combattit dans la guerre d'Anastase au début du VIe siècle et dans la guerre d'Ibérie, et le fils de Shapur. Il est le frère de Vistahm, usurpateur du trône sassanide de 593 à 600. Sa sœur a épousé l'empereur Hormizd IV ; il est donc l'oncle maternel de l'empereur Khosro II. Il est le père de Farrukh Hormizd, usurpateur en 631 sous le nom de Hormizd V.
Avec son frère Vistahm, il aide son neveu Khosro II à récupérer en 591 le trône occupé par l'usurpateur Vahram VI. Khosro II récompense d'abord ses oncles en leur conférant d'importantes positions dans l'Empire. Mais cette confiance ne dure pas et Vinduyih est assassiné sur l'ordre de Khosro II dès 591. Vistham, spahbod de la partie orientale de l'empire, se révolte alors contre l'empereur et s'empare du trône.